# Enteromius catenarius
Enteromius catenarius (Synonym: Barbus catenarius) ist eine kleinwüchsige Barbenart aus Westafrika. Sie ist nur aus dem Kouilou in der Republik Kongo bekannt.

## Merkmale
Enteromius catenarius wird 4,5 cm lang und hat eine typische Barbengestalt. Das Maul ist unterständig und wird von zwei Bartelpaaren umgeben, von denen das vordere das 0,75 bis 1,05fache des Augendurchmessers erreicht, während das hintere mit dem 1,1 bis 1,75fachend es Augendurchmessers länger ist. Die Seitenlinie ist vollständig.
- Flossenformel: Dorsale III/8, Anale III/5.
- Schuppenformel: 4,5-5,5/25-28/4,5/2,5-3/12.

Die Schuppen sind radiär gestreift.
Enteromius catenarius ist von gelber bis oranger Grundfarbe. Der Rücken ist eher braun, die Bauchseite weiß. Drei bis fünf langgestreckte Flecken bilden ein Längsband auf den Körperseiten. Die Schuppen der oberen Körperhälfte besitzen braune Ränder oder sind völlig dunkel. Rücken-, After- und Schwanzflosse sind rötlich.